# Buanes
 Buanes  (en occitano Buanas) es una población y comuna francesa, situada en la región de Aquitania, departamento de Landas, en el distrito de Mont-de-Marsan y cantón de Aire-sur-l'Adour.

## Demografía
| 184 | 180 | 174 | 189 | 173 | 199 |
| Para los censos de 1962 a 1999 la población legal corresponde a la población sin duplicidades (Fuente: INSEE [Consultar]) |     |     |     |     |     |